# Neuville-Vitasse Road Cemetery
Neuville-Vitasse Road Cemetery is een begraafplaats gelegen in de Franse plaats Neuville-Vitasse (Pas-de-Calais). De militaire graven worden onderhouden door de Commonwealth War Graves Commission.
De begraafplaats telt 75 geïdentificeerde Gemenebest graven uit de Eerste Wereldoorlog.